# Claudia Antonia

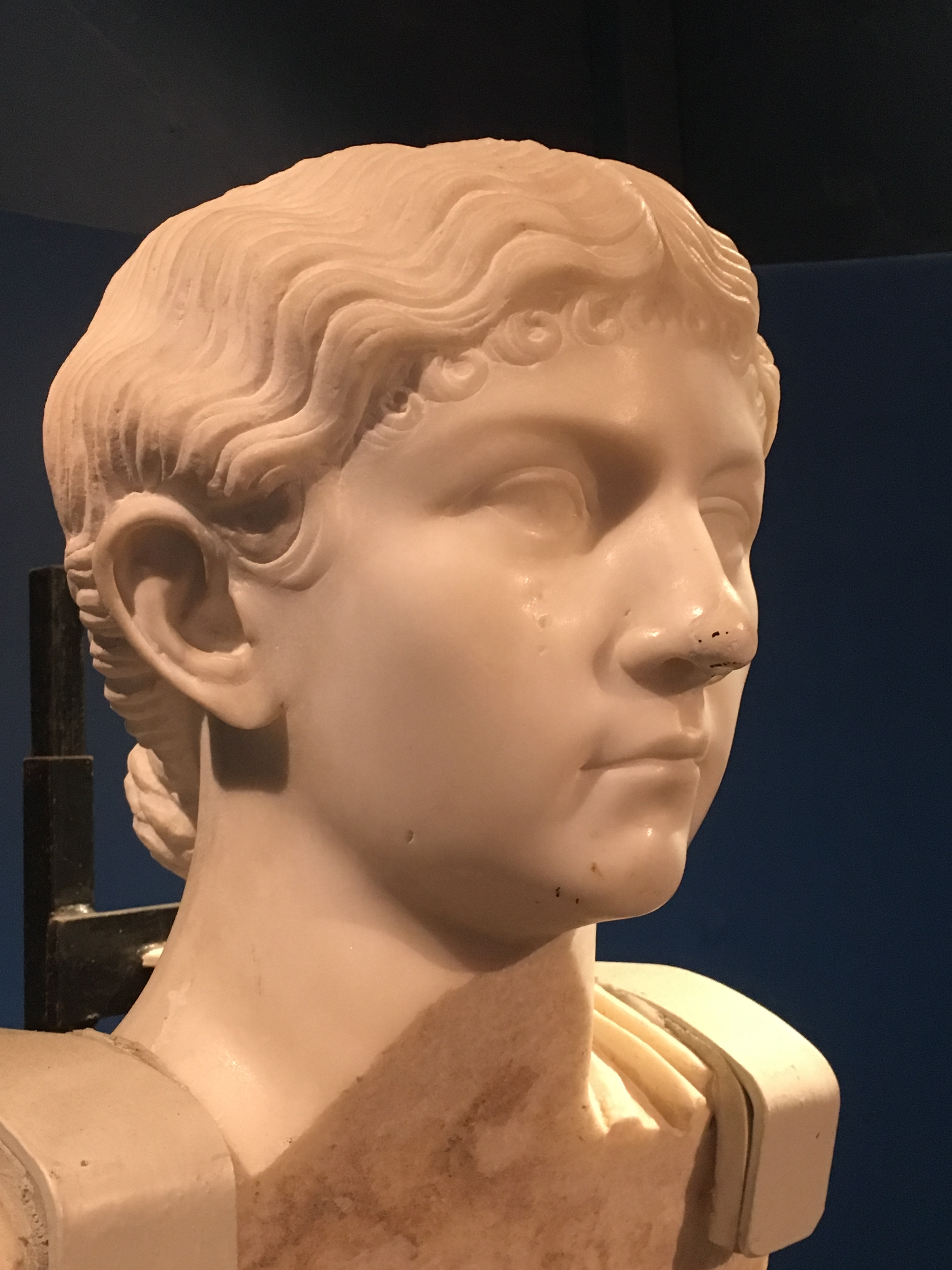
Porträt der Claudia Antonia, Statue aus dem Domus Romana, Mdina

Claudia Antonia (* wohl 29 n. Chr.; † 65 n. Chr.), auch nur kurz Antonia genannt, war die älteste Tochter des römischen Kaisers Claudius aus seiner zweiten Ehe mit Aelia Paetina.

## Leben
Claudia Antonias Mutter war die Adoptivschwester des Prätorianerpräfekten Lucius Aelius Seianus, der unter Kaiser Tiberius der mächtigste Mann in Rom war. Auf dem Höhepunkt seiner Macht gelang es ihm im Jahr 28, seine Schwester ins Kaiserhaus einheiraten zu lassen, auch wenn Claudius zu dem Zeitpunkt ein eher unbedeutender Prinz war. Claudia Antonia wurde vermutlich im folgenden Jahr geboren. Nach Seianus’ Sturz im Jahr 31 ließ Claudius sich von ihrer Mutter scheiden. Claudia Antonia wuchs daher erst bei ihrer Großmutter Antonia minor und dann bei ihrem Vater auf.
Ihr erster Ehemann Gnaeus Pompeius Magnus war als Kind von Caligula wegen seines Beinamens Magnus beinahe umgebracht worden. Claudius rehabilitierte ihn und gab ihm im Jahre 41 seine Tochter zur Frau. Laut Sueton ließ er ihn später dennoch umbringen. Nach Cassius Dio wurde er im Jahr 47 von Messalina unter einem Vorwand angezeigt und von Claudius hingerichtet. Offenbar wollte Messalina durch die Verheiratung ihres Halbbruders Faustus Cornelius Sulla Felix mit ihrer Stieftochter die Julisch-Claudische Dynastie stärken. Aus dieser zweiten Ehe der Claudia Antonia ging jedoch nur ein Sohn hervor, der als Kleinkind starb. Cassius Dio betonte, dass es eine gute Entscheidung von Claudius gewesen wäre, die Geburt dieses Kindes nicht öffentlich feiern zu lassen.
Nach der Ermordung ihres zweiten Mannes durch Nero im Jahr 62 schloss sich Claudia Antonia der sogenannten Pisonischen Verschwörung gegen Nero an. Es war geplant, dass Nero am 19. April 65 beim Circusbesuch ermordet werden sollte. Nach dem erfolgreichen Tyrannenmord sollte Claudia Antonia zusammen mit Gaius Calpurnius Piso, dem Anführer des Komplotts, beim Cerestempel warten, bis man die beiden in das Lager der Prätorianer holen würde, um Piso zum neuen Herrscher auszurufen. Antonia sollte ihn begleiten, „um die Gunst des Volkes zu erwecken“. Dies könnte man so deuten, dass Piso beabsichtigte, Antonia zu heiraten, eventuell um durch die Ehe mit einer Kaisertochter seine Ansprüche zu legitimieren. Allerdings war Piso verheiratet.
Doch während Piso mit zahlreichen Mitverschwörern nach dem verratenen Attentat den Tod fand, scheint Antonia nach der Aufdeckung der Verschwörung zunächst unbehelligt geblieben zu sein. Erst als sie sich nach Poppaeas Tod im Sommer 65 weigerte, Neros dritte Ehefrau zu werden, warf Nero ihr die Teilnahme an einer Verschwörung vor und ließ sie umbringen.

## Darstellung
Claudia Antonia erschien auf einigen provinzialen Münzen zusammen mit ihren Halbgeschwistern Claudia Octavia und Britannicus.